# Live Reading Festival 1992 (album de Ride)
Pour les articles homonymes, voir Live Reading.
Albums de Ride
Firing Blanks Unreleased Ride Recordings 1988–95
(2001) Coming Up for Air EP
(2001)
Live Reading Festival 1992 est un album live du groupe anglais Ride, paru en 2001 dans le Box Set 3 CD consacré au groupe. Il a été enregistré le 29 août 1992 lors du festival de Reading en Angleterre.

## Titres
Tous les titres ont été écrits par Ride, sauf indication contraire.
1. Leave Them All Behind (Ride/Gardener) - 9:38
2. Taste - 3:19
3. Not Fazed (Ride/Bell) - 3:28
4. Sennen - 3:58
5. Like A Daydream - 2:40
6. Twisterella (Ride/Gardener) - 3:41
7. Time of Her Time (Ride/Bell) - 2:59
8. Nowhere - 11:21
9. Vapour Trail - 3:38
10. Seagull - 7:49
11. Close My Eyes - 5:33
12. Mousetrap (Ride/Gardener) - 5:11